# 血统论
血统论，或遺傳決定論，是一种主张以祖先长辈的血统和身份决定个人的前途命运和发展方向的政治思想，也就是在先天與後天的爭論上採取先天的一方。與之相反的是社會決定論。世袭制、種姓制度和種族主義都可以視為血統論的一種展現，血統論也常跟民族主義結合。

## 概述
人與人之間在許多特徵上的差異，包括行為和個性，都受到遺傳差異的影響，但同時也受到環境差異的影響。現代生物學的共識是先天和後天是假議題，所有的性狀都是先天和後天因子交互影響後才產生的。而在民族主義方面，想像的共同體等論述也指出血源並不是構成民族的必要條件。然而，許多人還是相信血統論。

## 各地情況

### 中国文革时期
中國俗語「龍生龍，鳳生鳳，老鼠生的兒子會打洞」被认为是一種血統論的说法。血統論在文化大革命期間（1966-1976年）曾經流行。1966年7月29日，北京航空学院附属中学出身干部家庭的红卫兵贴出对联：
上联：老子英雄儿好汉；下联：老子反动儿混蛋；横批：基本如此
但据学者考证，这幅对联实际上在1966年6月起源于北京大学附属中学，又被称为“鬼见愁”，在7月底、8月初广泛传开。8月上、中旬，红卫兵中产生了所谓“对联歌”，也称“鬼见愁”：
老子英雄儿好汉，
老子反动儿混蛋。
要是革命你就站过来， 要是不革命，滚他妈的蛋！

（呼口号）要是不革命 就造他妈的反 就滚他妈的蛋
8月2日，陶铸在人民大学讲话时，回避评价这个观点，只是让学生“你們辯論一下”:247。同日，关锋和张春桥则做了正面回答，关锋说：“口號我覺得不是這樣提好。‘老子英雄兒好漢’不全面，容易起副作用......‘老子反動兒混蛋’這樣提不策略，不利于我們爭取可以爭取的人。”:248 8月6日，“中央文革小组”成员陈伯达、江青等人在北京天桥剧场接见红卫兵，表示支持他们这种阶级路线分明的做法，但建议将对联改为:249：
上联：父母革命儿接班；下联：父母反动儿造反（一说：父母反动儿背叛）；横批：理应如此
江青还称此前的对联“那種封建術語不能代表新的思想”:250。但实际上，还是原来版本的对联在到处流行，从北京传遍全国。8月12日，北京工業大學學生谭力夫与刘京合写大字报《从对联谈起》，为原版对联叫好:250。8月20日，谭力夫在其所在的北京工业大学的学生辩论会上，就如何对待工作组作了长篇发言，将维护以对联为代表的血统论、维护工作组和维护老干部连为一体，而此次讲话的内容也在全国范围内迅速流传，在社会上产生了广泛震动:251-252。
10月9日，周恩来说“谭力夫讲话是典型的形‘左’实右得很”。10月16日，陳伯達在中央工作會議上講話，对“血统论”、“自来红”思想进行了严厉批评。10月24日，毛泽东说：“学生有些出身不大好的，难道我们都出身好吗？出身不由己，道路可选择！” 此后，新版“鬼见愁”对联歌在“造反派红卫兵”中流传，其中前两句按照江青等人先前的建议做了更改。
11月27日，一批以血统论为主要思想基础的革命干部子弟在北京大学附中秘密策划成立“首都中学红卫兵联合行动委员会”（简称“联动”），并于12月5日发布了成立宣言。“联动”以高干子弟为核心，成员常被称为“老红卫兵”，矛头转而指向毛泽东以及江青等中央文革小组成员，但之后被镇压。值得注意的是，从北京红八月起，老红卫兵此前一直是北京“破四旧”以及迫害屠杀“黑五类”分子的文化大革命主力之一，但文革开始不久后他们中多数人的父母被作为“走资派”打倒，故逐渐转变为了“保守派”或“保皇派”，进而被打成反革命。反对血统论的造反派红卫兵则逐渐得势。1967年1月，遇罗克撰文《出身论》对血统论进行驳斥。血统论的思想直至1979年文革结束后，才在拨乱反正时期被否定。

### 朝鲜
美国新聞工作者芭芭拉·德米克曾採訪過部分朝鲜的脱北者。根据其编著的《我們最幸福：北韓人民的真實生活》一书中記録，血統論在朝鲜十分盛行。如果父母的出生地並不在現今朝鮮的境內，如出生在中國、南韓、日本，這些家庭會被視為對最高領袖不夠忠心，受到額外的監視。他們及他們的子女的待遇與發展機會（例如升遷）會比出生在北韓境內的人差。

### 台灣
在台灣有一些人主張台灣人的血統主要是原住民（如林媽利），和中國大陸的漢人是不同的血統，並以此為理由主張台灣應該獨立建國。